# Dasineura plicata
Dasineura plicata är en tvåvingeart som först beskrevs av Ephraim Porter Felt 1908.  Dasineura plicata ingår i släktet Dasineura och familjen gallmyggor. Inga underarter finns listade i Catalogue of Life.